# 斑啄果鸟属
斑啄果鸟属（学名：Rhamphocharis）是啄果鸟科下的一个属。

## 下属物种
本属包括以下物种：
- 厚嘴啄果鸟 Rhamphocharis crassirostris Salvadori, 1876
- 斑啄果鸟 Toxorhamphus piperata